# 杜浔镇
杜浔镇，是中华人民共和国福建省漳州市漳浦县下辖的一个乡镇级行政单位。

## 行政区划
杜浔镇下辖以下地区：
杜浔社区、徐坎村、后因村、路边村、过洋村、正阳村、文卿村、范阳村、近城村、院边村、林前村、后姚村、路打村、城里村、湖里村、林仓村和北坂村。